# Greg D'Angelo
Gregory D’Angelo (Brooklyn, 18 de diciembre de 1963) es un baterista estadounidense, reconocido principalmente por su trabajo con la banda White Lion.

## Carrera
Entre 1981 y 1983, D'Angelo fue el baterista de la banda de thrash metal Anthrax. Después de dejar la banda, D’Angelo se unió a la agrupación Cities. En 1985 tocó en el álbum de Jack Starr Rock the American Way.
El mismo año de la publicación del álbum de White Lion Fight to Survive, Greg reemplazó a Nicky Capozzi como baterista de la banda. La agrupación logró reconocimiento crítico y comercial con la publicación de los álbumes Pride, Big Game y Mane Attraction. En 1991, tras una gira por el Reino Unido, D'Angelo y el bajista James LoMenzo abandonaron la agrupación.
En 1993 ambos músicos tocaron con el cantante y guitarrista Zakk Wylde como Lynyrd Skynhead, banda que terminó convirtiéndose en Pride & Glory. En 1996 D'Angelo se unió al grupo Pirates of Venus, quedándose en dicha banda hasta 1998. En 2010 se unió a la banda solista de Stephen Pearcy, con la que grabó un álbum de estudio.